# Cercle des patineurs du Valentino de Turin
Le Cercle des patineurs du Valentino (CPV), en italien Circolo Pattinatori Valentino, était un club turinois de hockey sur glace, ainsi que l'un des tout premiers créé en Italie. Initialement dédié à la seule pratique du patinage sur glace, l'organisation sportive reste en activité.

## Historique

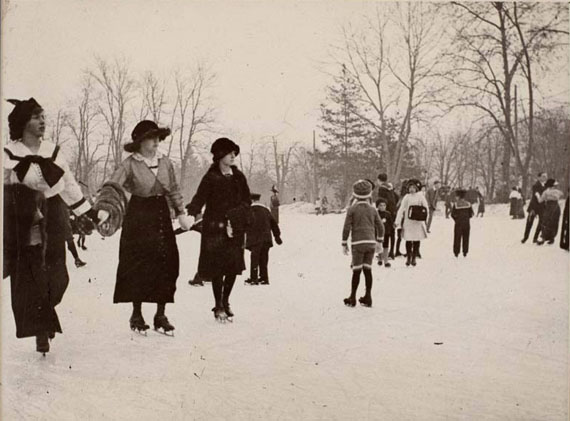
La patinoire du parc du Valentino vers 1910.

Le Circolo Pattinatori Valentino a été fondé en 1874. Parmi les premiers membres du club figure notamment Marchetti de Murialdo ou Ernesto di Sambuy, et plus tard Hélène d'Orléans et Marie-Bonne de Savoie-Gênes.
Le club tire son nom de l'étang artificiel du parc du Valentino à Turin, sur la surface gelée duquel les membres ont commencé à pratiquer le patinage et où l'équipe de hockey a ensuite joué. Le 19 janvier 1908, les premiers matchs de hockey ont lieu sur ce lac entre les joueurs locaux et ceux du Sporting Club de Lyon : ce match marque l'arrivée du hockey sur glace en Italie,.
L'équipe de hockey participe à la première édition du Championnat d'Italie de hockey sur glace en 1925 ainsi qu'à trois autres éditions suivantes (1930, 1932 et 1933) récoltant une troisième place. Plus tard, l'équipe de hockey sur glace a disparu en raison du manque de sponsors majeurs. En 1933, l'étang artificiel a été vidé et remplacé par une autre patinoire, qui a été démolie en 1958 pour faire place à l'agrandissement du Torino Esposizioni (it).
Le club a également organisé à Turin les Championnats d'Italie de patinage artistique en 1927 et 1955.

## Résultat
Championnat d'Italie de hockey sur glace
- 1925 : 3e
- 1930 : 3e (Groupe A)
- 1932 : forfait
- 1933 : 3e (Groupe de l'ouest)